# Wydział Elektroniki, Telekomunikacji i Informatyki Politechniki Gdańskiej

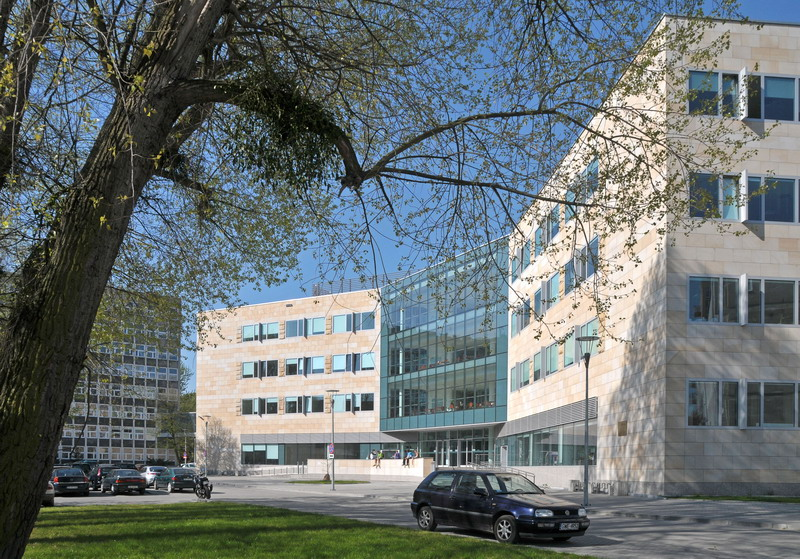
Nowy budynek wydziału

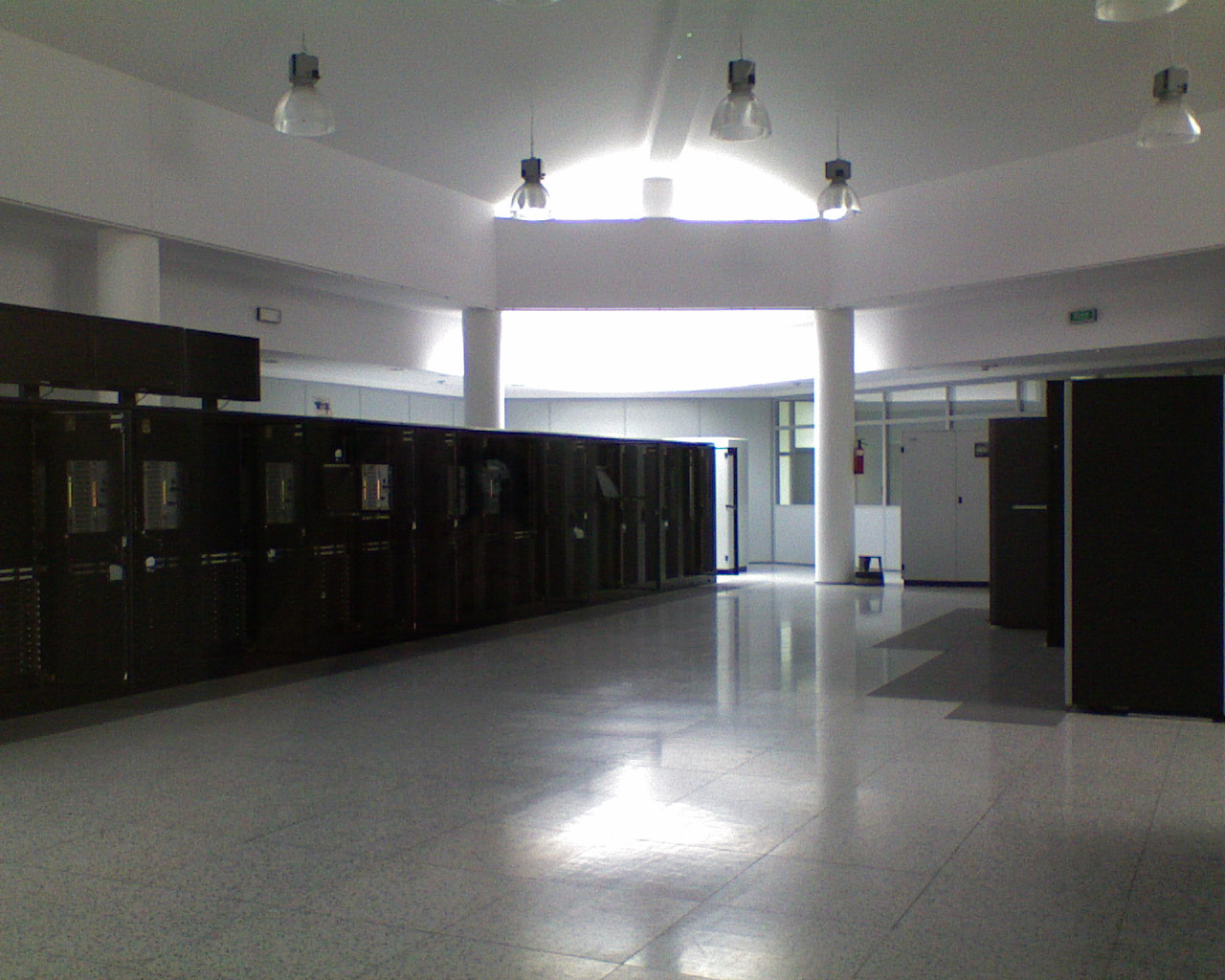
Superkomputer Galera na wydziale ETI

Wydział Elektroniki, Telekomunikacji i Informatyki – największy z wydziałów Politechniki Gdańskiej. Składa się z 16 katedr zatrudniających blisko 200 pracowników naukowo-dydaktycznych i naukowych, w tym trzech członków korespondentów Polskiej Akademii Nauk. Na Wydziale kształci się około 4 000 studentów na kierunkach: informatyka, elektronika i telekomunikacja, inżynieria biomedyczna, automatyka, cybernetyka i robotyka oraz inżynieria danych, na studiach I i II stopnia oraz studiach doktoranckich.
Wydział należy do najlepszych jednostek akademickich w Polsce, od roku 1992 utrzymuje kategorię naukową A. Działalność naukowa Wydziału obejmuje szeroki zakres nowoczesnych technologii informacyjnych i komunikacyjnych.  Wydział ma pełne prawa akademickie w dyscyplinach: informatyka, elektronika i telekomunikacja, a ponadto prawa doktoryzowania w dyscyplinach:  biocybernetyka  i inżynieria biomedyczna oraz automatyka i robotyka. W 2017 uzyskał akredytację w najwyższej kategorii A+, nadaną przez Komitet Ewaluacji Jednostek Naukowych.

## Historia
Początki wydziału datuje się na rok 1952, kiedy z Wydziału Elektrycznego wyodrębniono Wydział Łączności – przemianowany w 1966 r. na Wydział Elektroniki. W tym samym roku zmieniono jego strukturę, zastępując katedry trzema instytutami:
- Cybernetyki Technicznej (od 1970 – Instytut Informatyki),
- Technologii Elektronicznej,
- Telekomunikacji.

W 1992 r. przywrócono strukturę katedralną (utworzono ich 17), a w 1996 nastąpiła ostatnia zmiana – przemianowanie na Wydział Elektroniki, Telekomunikacji i Informatyki Politechniki Gdańskiej, nazywany w skrócie ETI.
Od 1972 roku wydział w całości mieścił się w gmachu przy ulicy Siedlickiej, w Gdańsku Wrzeszczu. W 2008 roku został oddany do użytku drugi budynek wydziałowy, w którym znajdował się m.in. superkomputer o nazwie Galera. W roku 2015 Galera została zastąpiona przez Trytona.

## Kierunki i specjalności
- Automatyka, cybernetyka i robotyka
  - systemy automatyki
  - systemy decyzyjne i robotyka
- Elektronika i telekomunikacja
  - optoelektronika
  - komputerowe systemy elektroniczne
  - systemy mikroelektroniczne
  - inżynieria mikrofalowa i antenowa
  - urządzenia elektroniki morskiej
  - systemy multimedialne
  - systemy i sieci radiokomunikacyjne
  - sieci teleinformacyjne
- Informatyka
  - algorytmy i modelowanie systemów
  - architektura systemów komputerowych
  - inteligentne systemy interaktywne
  - bazy danych
  - teleinformatyka
  - systemy geoinformatyczne
- Inżynieria biomedyczna (międzywydziałowy)
  - elektronika w medycynie
  - informatyka w medycynie
  - chemia w medycynie
  - fizyka w medycynie
- Inżynieria danych (międzywydziałowy)
  - eksploracja danych w podejmowaniu decyzji menedżerskich
  - inteligentne przetwarzanie danych

## Katedry
- Katedra Algorytmów i Modelowania Systemów
- Katedra Architektury Systemów Komputerowych
- Katedra Inteligentnych Systemów Interaktywnych
- Katedra Inżynierii Biomedycznej
- Katedra Inżynierii Mikrofalowej i Antenowej
- Katedra Inżynierii Oprogramowania
- Katedra Metrologii i Optoelektroniki
- Katedra Sieci Teleinformacyjnych
- Katedra Systemów Automatyki
- Katedra Systemów Decyzyjnych i Robotyki
- Katedra Systemów Elektroniki Morskiej
- Katedra Systemów Geoinformatycznych
- Katedra Systemów i Sieci Radiokomunikacyjnych
- Katedra Systemów Mikroelektronicznych
- Katedra Systemów Multimedialnych
- Katedra Teleinformatyki

## Władze Wydziału
Kadencja 2024–2028:
- Dziekan: prof. dr hab. inż. Jacek Stefański
- Prodziekan ds. nauki i wdrożeń: dr hab. inż. Piotr Płotka, prof. uczelni
- Prodziekan ds. kształcenia i dydaktyki: dr inż. Piotr Kaczmarek
- Prodziekan ds. organizacji studiów: dr hab. inż. Grzegorz Lentka, prof. uczelni
- Prodziekan ds. współpracy i promocji: dr hab. inż. Paweł Czarnul, prof. uczelni
- Prorektor ds. studenckich: dr Barbara Wikieł, prof. uczelni
- Dyrektor administracyjny: mgr inż. Mariusz Miszewski

## Organizacje studenckie
- Koło Naukowe „Gradient”
- Koło Naukowe Wicomm Yuniors
- Koło Naukowe PG Java User Group
- Koło Naukowe „SFERA”
- Koło Naukowe CHIP
- Koło Naukowe Grafiki Komputerowej - VERTEX
- Koło Naukowe Grupa .NET PG
- Koło Naukowe Inżynierii Dźwięku i Obrazu
- Koło Naukowe Inżynierii Systemów Komunikacji Bezprzewodowej „WiComm Yuniors”
- Koło Naukowe Safe IDEA
- Koło Naukowe Sieci Komputerowych „PING”
- Koło Naukowe „GUT HPC” (Gdańsk University of Technology High Performance Computing)
- Studenckie Koło Automatyków „SKALP”
- Studenckie Koło Naukowe „CELL”
- Program naukowy SimLE
- Koło Naukowe Systemów Mobilnych i Satelitarnych